# Carbia moderata
Carbia moderata là một loài bướm đêm trong họ Geometridae.